# مقاطعة آدمز (إنديانا)
مقاطعة آدمز (بالإنجليزية: Adams County, Indiana)‏ هي إحدى مقاطعات ولاية إنديانا في الولايات المتحدة، بلغ عدد سكانها 34,387 نسمة في عام 2010 حسب إحصاء مكتب تعداد الولايات المتحدة وتصل الكثافة السكانية فيها 39.1 نسمة/كم2.

## أعلام
- لوك غروس

## وصلات خارجية
- www.co.adams.in.us